# كفار زولد
كفار زولد مستعمرة في سهل الحولة شمال فلسطين المحتلة. تأسست في أوائل أربعينات القرن الماضي من قبل مهاجرين صهاينة أتوا من المجر والنمسا وألمانيا على أراض تابعة لقرية مداحل العربية وقد سميت تيمناً بهنريتا زولد. في 21 يوليو 2006 وخلال حرب لبنان 2006 أطلقت صواريخ كاتيوشا مصدرها لبنان وضربت عدت مناطق زراعية في سهل الحولة بما فيها كفار زولد وقد أسفرت عن عدة إصابات.

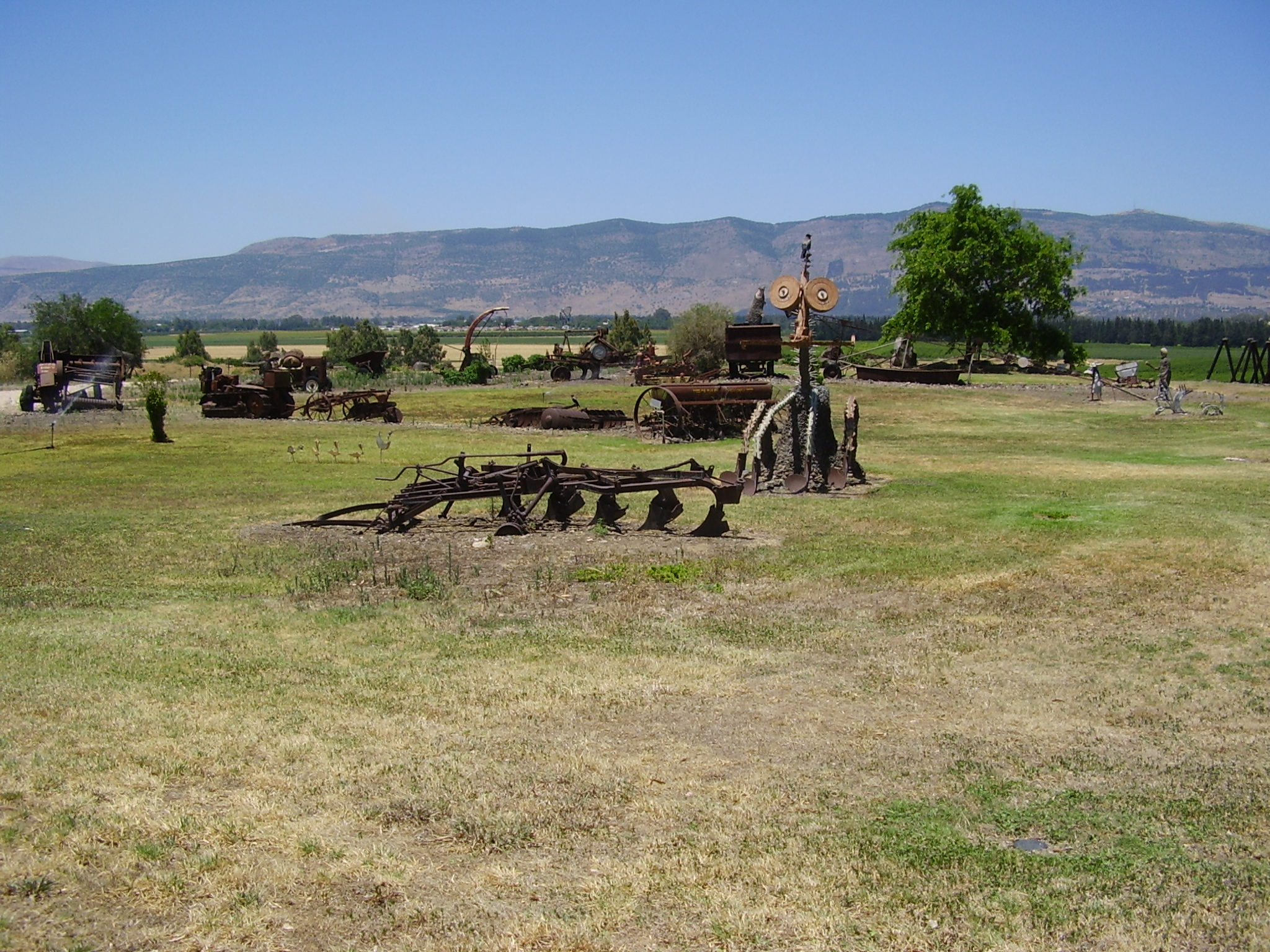

المنتجزات الزراعية الرئيسية التي تصدرها المستعمرة هي: التفاح، الحمضيات، الأفوكادو، الذرة، والبطيخ.